# وسائل التواصل الاجتماعي وعلم النفس

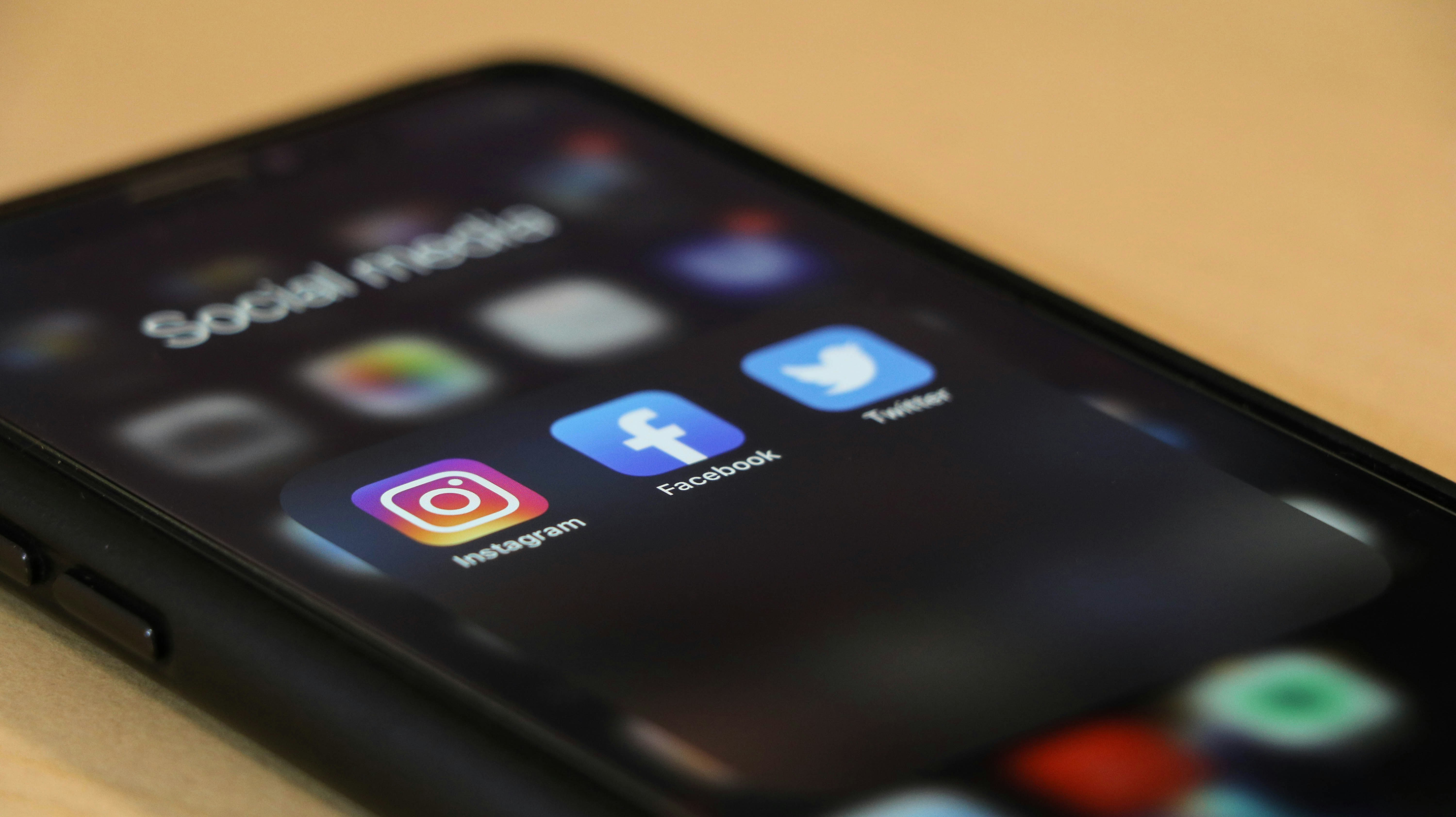
تطبيقات التواصل الاجتماعي

بدأت وسائل التواصل الاجتماعي على شكل مجتمعات عامة على شبكة الإنترنت. تشكلت هذه المجتمعات على مواقع مثل جيوسيتز دوت كوم في عام 1994، وموقع ذا غلوب دوت كوم في عام 1995، وموقع تريبود دوت كوم في عام 1995. ركزت العديد من هذه المجتمعات الأولى على التفاعل الاجتماعي عبر جمع الناس مع بعضهم من خلال استخدام غرف المحادثة. شجعت غرف المحادثة المستخدمين على مشاركة معلوماتهم الشخصية وأفكارهم وحتى صفحات الويب الشخصية. اتخذ مجتمع الشبكات الاجتماعية وهو موقع كلاسميتس نهجًا مختلفًا من خلال ربط الأشخاص مع بعضهم ببساطة من خلال عناوين البريد الإلكتروني الشخصية. بحلول نهاية تسعينيات القرن العشرين، بدأت مواقع الشبكات الاجتماعية بتطوير مميزات متقدمة لمساعدة مستخدميها في إيجاد أصدقاء وإدارتهم. بدأت الأجيال الأحدث من مواقع الشبكات الاجتماعية بالازدهار مع ظهور مواقع مثل سيكس ديغريز دوت كوم في عام 1997، وميك آوت كلاب في عام 2000، وهاب كالتشر في عام 2002 وفريندستير في عام 2002. من ناحية ثانية، كان موقع ساي وورد، خدمة كوريا الجنوبية، هو أول موقع تواصل اجتماعي جماعي مربح. أُطلق موقع ساي وورد في البداية كموقع يعتمد على المدونات في عام 1999، ثم أضيفت إليه ميزات شبكات التواصل الاجتماعية في عام 2001. ظهرت مواقع شبكات التواصل الاجتماعي الأخرى مثل ماي سبيس في عام 2002، ولينكد إن في عام 2003، وبيبو في عام 2005. أصبح موقع التواصل الاجتماعي فيسبوك (الذي انطلق عام 2004) في عام 2009، أكبر موقع للتواصل الاجتماعي في العالم. ازداد عدد المستخدمين النشطين لموقع فيسبوك من مليون مستخدم في عام 2004 إلى أكثر من 750 مليون بحلول عام 2011، مما جعل التواصل الاجتماعي عن طريق الإنترنت ظاهرة ثقافية ومالية.

## علم النفس في مواقع التواصل الاجتماعي
الشبكة الاجتماعية هي بنية اجتماعية تتكون من أفراد أو مؤسسات تتواصل أو تتفاعل مع بعضها البعض. تعرف مواقع التواصل الاجتماعي- مثل فيسبوك، وتويتر، وإنستغرام، وبينتريست ولينكد إن- على أنها أدوات تعتمد على التكنولوجيا وتساعد المستخدمين في إنشاء علاقاتهم والحفاظ عليها. كشفت دراسة أن طلاب المرحلة الإعدادية قالوا إنهم يستخدمون وسائل التواصل الاجتماعي لنشر الصور ورؤية ما يفعله أصدقاؤهم والتواصل معهم. يتأثر السلوك البشري المتعلق بالشبكات الاجتماعية باختلافات فردية كبيرة، مما يعني أن الأشخاص يختلفون بشكل منهجي تمامًا بكمية ونوعية علاقاتهم الاجتماعية. اثنان من السمات الشخصية الرئيسية المسؤولة عن هذا التباين هي الانطوائية والانفتاح. يُقصد بالانفتاح أن تكون مهيمنًا اجتماعيًا، وقائد مجتهد ومؤثر على الآخرين. على النقيض من ذلك، فإن الانطوائية تشير إلى ميل الشخص إلى التصرف بخجل، أو الرهاب الاجتماعي أو حتى تجنب المناسبات الاجتماعية كليًا، مما قد يؤدي إلى تخفيض عدد العلاقات المحتملة التي قد يمتلكها الشخص. قد تؤدي هذه الاختلافات الفردية إلى نتائج مختلفة على شبكات التواصل الاجتماعية. بعض العوامل النفسية الأخرى المرتبطة بوسائل التواصل الاجتماعي هي: الاكتئاب، والقلق، والتعلق، والهوية الذاتية والحاجة إلى الانتماء.

### الاكتئاب
عندما بدأت تزداد شعبية الإنترنت، لاحظ الباحثون ارتباطًا بين الزيادة في استخدام الإنترنت وانخفاض المشاركة الاجتماعية خارج شبكة الإنترنت والرفاهية النفسية. شرح المحققون هذه الاكتشافات من خلال فرضية أن الإنترنت يدعم العلاقات ذات النوعية الرديئة. ازداد القلق، في ضوء النمو الأخير لشبكات التواصل الاجتماعي على شبكة الإنترنت، من احتمالية وجود علاقة بين نشاطات الأفراد على هذه المنصات وظهور أعراض الأمراض النفسية، خاصة الاكتئاب.
أظهرت الأبحاث وجود ارتباط إيجابي بين الوقت الذي يتم قضاؤه على مواقع التواصل الاجتماعي وأعراض الاكتئاب. أحد التفسيرات المحتملة لهذه العلاقة هو أن الناس يستخدمون مواقع التواصل الاجتماعي كوسيلة للمقارنة الاجتماعية، مما ينتج عنه انحياز المقارنة الاجتماعية. عانى المراهقون الذين يستخدمون مواقع فيسبوك وإنستغرام لمقارنة أنفسهم مع مستخدمين آخرين ويسعون للحصول على الطمأنينة، من أعراض اكتئاب أكثر من غيرهم. مع ذلك، من المحتمل أن تتغير تأثيرات المقارنة الاجتماعية على شبكات التواصل الاجتماعي بتغير الأشخاص الذين يتفاعلون على هذه المواقع. على وجه التحديد، أظهر مستخدمو إنستغرام الذين يتابعون نسبة كبيرة من الغرباء ارتباطًا أكبر بين استخدام الإنستغرام وأعراض الاكتئاب، من المستخدمين الذين يتابعون نسبة أقل من الغرباء.
ما يزال الدعم البحثي لوجود علاقة بين شبكات التواصل الاجتماعي على شبكة الإنترنت والاكتئاب متفاوتًا. وجد بانجانين وزملاؤه (2015)، على سبيل المثال، علاقة بين زيادة استخدام الإنترنت وأعراض الاكتئاب، لكنه لم يجد علاقة بين الوقت الذي يتم قضاؤه على مواقع شبكات التواصل الاجتماعي وأعراض الاكتئاب. وجدت دراسات أخرى مشابهة عدم وجود علاقة بين الشبكات الاجتماعية على شبكة الإنترنت والاكتئاب. في الواقع، فإن الدراسات التي تظهر أنه لا يوجد علاقات مباشرة بين استخدام وسائل التواصل الاجتماعي على شبكة الإنترنت والصحة النفسية تقترح أنه يجب تقديم دعم دائم للأعمار الصغيرة من أجل منع حدوث أي ضرر على الصحة العقلية، رغم أن اتجاه العلاقة بين الاكتئاب واستخدام منصات وسائل التواصل الاجتماعي ما يزال غير واضح. تم تطبيق البحث الحالي على هذه المسألة على أعمار بين 13 و18، وتم تقييم النتائج المتعلقة بالاكتئاب أو القلق أو الضغط النفسي عن طريق أدوات تم التحقق من صحتها.